# Jan Kukulski
Jan Kukulski (ur. 22 grudnia 1896 w Brzyściu, zm. 1940 w Kalininie) – sierżant rezerwy Wojska Polskiego, starszy posterunkowy Policji Państwowej, działacz niepodległościowy, kawaler Orderu Virtuti Militari, ofiara zbrodni katyńskiej.

## Życiorys
Syn Wojciecha i Franciszki z Krępów urodzony 22 grudnia 1896 w Brzyściu, w ówczesnym powiecie mieleckim Królestwa Galicji i Lodomerii. Ukończył cztery klasy szkoły powszechnej. Do 1914 „pozostawał przy rodzicach”.
Żołnierz Legionów Polskich, służył w 2 pułku piechoty, a następnie w 2 oddziale karabinów maszynowych 6 pułku piechoty, w stopniu sekcyjnego. Członek Polskiej Organizacji Wojskowej. W latach 1918–1921 w Wojsku Polskim, uczestnik wojny polsko-bolszewickiej, sierżant w 18 pułku piechoty. 21 kwietnia 1921 został zdemobilizowany.
Od 1922 pełnił służbę w Policji Państwowej m.in. w Warszawie i w województwie nowogródzkim. W 1926 ukończył Szkołę Przodowników PP w Sosnowcu z wynikiem bardzo dobrym. W 1933, w stopniu starszego posterunkowego, pełnił służbę na posterunku kolejowym PP w Zdołbunowie. W lutym 1939 przeszedł na emeryturę i zamieszkał w Horodzieju.
We wrześniu 1939 roku, po agresji ZSRR na Polskę, został aresztowany przez władze radzieckie w Horodzieju i osadzony w obozie specjalnym NKWD w Ostaszkowie. Zamordowany przez NKWD wiosną 1940 roku jako jedna z ofiar zbrodni katyńskiej. Figuruje na Liście wywózkowej 054/2 z 5 maja 1940, poz. 44.
Postanowieniem nr 112-52-07 Prezydenta RP Lecha Kaczyńskiego z 5 października 2007 został awansowany pośmiertnie na stopień aspiranta Policji Państwowej. Awans został ogłoszony 10 listopada 2007 w Warszawie, w trakcie uroczystości „Katyń Pamiętamy – Uczcijmy Pamięć Bohaterów”.
Był żonaty, miał dwóch synów: Stefana (ur. 1924) i Józefa (ur. 1926). W 1940 starszy z braci został aresztowany przez funkcjonariuszy NKWD, a młodszy w kwietniu tego roku deportowany do obwodu północnokazachstańskiego.

## Ordery i odznaczenia
- Krzyż Srebrny Orderu Wojskowego Virtuti Militari nr 2443[3] – 13 kwietnia 1921[11][12]
- Krzyż Niepodległości – 17 marca 1932 „za pracę w dziele odzyskania niepodległości”[13][14][15]
- Krzyż Walecznych dwukrotnie[5] (po raz pierwszy „za udział w b. Legionach Polskich”[16][17])
- Medal Pamiątkowy za Wojnę 1918–1921[5]
- Medal Dziesięciolecia Odzyskanej Niepodległości[3]
- Odznaka za Rany i Kontuzje z czterema gwiazdkami[3]
- Krzyż Legionowy[3]
- Krzyż Pamiątkowy 6 pułku piechoty Legionów Polskich[6]
- Brązowy Medal Waleczności[18]